# Tantei Opera Milky Holmes
Tantei Opera Milky Holmes (探偵オペラ ミルキィホームズ?, Tantei Opera Mirukī Hōmuzu, lett. "Le Milky Holmes del detective Opera") è un franchise della compagnia giapponese Bushiroad. Consiste in un radiodramma trasmesso a dicembre 2009; quattro stagioni anime da 12 episodi l'una prodotte dalla J.C.Staff e andate in onda in Giappone rispettivamente nel 2010, nel 2012, nel 2013 e nel 2015, unite a tre episodi speciali; un manga serializzato sul magazine Comp Ace dal 2010; due visual novel e una light novel pubblicata da ASCII Media Works. La serie è un omaggio al genere narrativo giallo, e le quattro protagoniste prendono i propri nomi da quattro famosi detective della letteratura: Sherlock Holmes, Nero Wolfe, Hercule Poirot e Cordelia Gray.

## Trama
In un mondo futuristico, durante la Grande Era dei Detective, alcune persone prescelte nascono con abilità speciali note come Toys. Molti, però, le usano per compiere crimini, dei quali si occupano i detective muniti di Toys. Nel distretto di Yokohama, Opera Kobayashi gestisce un ufficio investigativo, il Milky Holmes, nel quale sono impiegate quattro giovani detective che frequentano la Holmes Detective Academy e possiedono un proprio Toy.
Nell'anime, le quattro ragazze, Sherlock, Nero, Hercule e Cordelia, perdono i propri poteri dopo l'incontro con dei ladri: devono quindi impegnarsi a ritrovarli per non essere espulse dalla Holmes Detective Academy. La terza stagione, ambientata due anni dopo, vede l'aggiunta di due nuovi personaggi, le dodicenni Kazumi e Alice.

## Personaggi

Le Milky Holmes. Da sinistra: Cordelia, Sherlock, Nero ed Hercule con il gatto Kamaboko

### Detective
Sherlock "Sheryl" Shellinford (シャーロック・シェリンフォード 「シャロ」?, Shārokku Sherinfōdo "Sharo")
Doppiata da: Suzuko Mimori (ed. giapponese)
La leader delle Milky Holmes, il suo nome deriva dal detective Sherlock Holmes. È goffa, ma molto altruista. Il suo Toy le dona il potere della telecinesi e il suo colore è il rosa.
Nero Yuzurizaki (譲崎 ネロ?, Yuzurizaki Nero)
Doppiata da: Sora Tokui (ed. giapponese)
Una ragazza scontrosa e con molto appetito, il suo nome deriva dal detective Nero Wolfe. È egoista e parla di sé al maschile. Il suo Toy le permette di controllare le macchine e il suo colore è il giallo.
Hercule "Elly" Barton (エルキュール・バートン 「エリー」?, Erukyūru Bāton "Erī")
Doppiata da: Mikoi Sasaki (ed. giapponese)
Una ragazza molto timida che s'imbarazza spesso, il suo nome deriva dal detective Hercule Poirot. Spesso cerca di essere la voce della ragione, ma viene ignorata. Il suo Toy le dona una forza sovrumana e il suo colore è il verde.
Cordelia Glauca (コーデリア・グラウカ?, Kōderia Gurauka)
Doppiata da: Izumi Kitta (ed. giapponese)
Una ragazza dai capelli biondi, il suo nome deriva dalla detective Cordelia Gray. Quando si spaventa, inizia a delirare. Il suo Toy le fa sentire e vedere cose precluse agli altri. Il suo colore è l'azzurro.
Kamaboko (かまぼこ?, Kamaboko)
Doppiato da: Hiro Shimono (ed. giapponese)
È un gatto che le Milky Holmes adottano.
Opera Kobayashi (小林 オペラ?, Kobayashi Opera)
Doppiato da: Shūta Morishima (ed. giapponese)
È il datore di lavoro delle Milky Holmes. Il protagonista del primo videogioco, è colui che ha addestrato le Milky Holmes. Il suo nome deriva da Yoshio Kobayashi.
Ellery Himeyuri (エラリー・姫百合?, Erarī Himeyuri)
Doppiata da: Natsumi Takamori (ed. giapponese)
La protagonista del videogioco Tantei Opera Milky Holmes 2, il suo nome deriva da Ellery Queen. In precedenza un ufficiale di polizia, ha in seguito ottenuto un Toy che le permette di attivare con la forza quelli degli altri.
Alice Myojingawa (明神川 アリス?, Myōjingawa Arisu)
Doppiata da: Ayasa Itō (ed. giapponese)
Un nuovo personaggio della terza stagione, ha dodici anni e fa parte delle Milky Holmes Feathers. Il suo Toy le permette di creare scudi. A sua insaputa, la sua famiglia discende da ladri gentiluomini.
Kazumi Tokiwa (常盤 カズミ?, Tokiwa Kazumi)
Doppiata da: Aimi Terakawa (ed. giapponese)
Un nuovo personaggio della terza stagione, ha dodici anni e fa parte delle Milky Holmes Feathers. Il suo Toy le permette di generare dalla luce arco e frecce. Frequenta la Holmes Detective Academy.

### Ladri gentiluomini

#### Impero dei ladri
Henriette Mystere (アンリエット・ミステール?, Anrietto Misutēru) / Arséne (アルセーヌ?, Arusēnu)
Doppiata da: Satomi Akesaka (ed. giapponese)
La leader dei Ladri gentiluomini, è la presidentessa del Consiglio Studentesco alla Holmes Detective Academy. Vuole scontrarsi con avversari forti come Sherlock, quindi quando le Milky Holmes perdono i loro Toys, le aiuta a recuperarli. Il suo nome deriva da Arsenio Lupin. Il suo Toy genera illusioni.
Souseki Ishinagare (石流漱石?, Ishinagare Souseki) / Stone River (ストーンリバー?, Sutōn Ribā)
Doppiato da: Takuma Terashima (ed. giapponese)
Un uomo rigido che combatte con una katana, con la quale può anche fermare i proiettili. Il suo Toy gli permette di immobilizzare l'avversario. Si finge un bidello della scuola e il suo nome deriva da Ishikawa Goemon.
Kai Nijuuri (二十里海?, Nijuuri Kai) / Twenty (トゥエンティ?, Tuenti)
Doppiato da: Daisuke Kishio (ed. giapponese)
Un mago che usa parole inglesi e attacca con delle carte, è un pervertito. Il suo Toy gli permette di cambiare aspetto e nascondersi. Si finge un insegnante e il suo nome deriva dal Demone dai venti volti (Nijū Mensō) di Ranpo Edogawa.
Jiro Nezu (根津次郎?, Nezu Jiro) / Rat (ラット?, Ratto)
Doppiato da: Hiro Shimono (ed. giapponese)
Un ragazzo con un Toy che gli permette di accendere gli esplosivi, si finge un compagno di classe. Il suo nome deriva dal ladro giapponese Nezumi Kozō.
Josephine Mystere (ジョセフィーヌ・ミステール?, Josafīnu Misutēru) / Cagliostro (カリオストロ?, Kariosutoro)
Doppiata da: Asami Sanada (ed. giapponese)
La sorella maggiore di Henriette, compare nel secondo videogioco come presidentessa del Consiglio Studentesco e affida le Milky Holmes a Ellery. Il suo nome deriva dall'alchimista Alessandro Cagliostro.

#### Color the Phantom
Shion Myojingawa (明神川 シオン?, Myojingawa Shion) / Violet Shadow (バイオレット・シャドウ?, Baioretto Shadō)
Doppiato da: Kazuyuki Okitsu (ed. giapponese)
Il fratello maggiore di Alice, è segretamente il capo della banda di ladri Color the Phantom.
Grande angelo caduto bianco (偉大な白き堕天使?, Idaina shiroki datenshi) & Darkside Revolution (ダークサイドレボリューション?, Dākusaido Reboryūshon)
Doppiate da: Yuka Ōtsubo e Yuka Takakura (ed. giapponese)
Una coppia di ragazze che aiuta Shion a raccogliere dati.
Leone cremisi della tempesta (疾風の赤き獅子?, Hayate no akakishishi)
Doppiato da: Taishi Murata (ed. giapponese)
Un ladro arrogante il cui Toy gli permette di usare una frusta.
Ryoko Komatsu (リョウコ・コマツ?, Ryōko Komatsu) / Yellow Black Hole (イエロー・ブラックホール?, Ierō Burakku Hōru)
Doppiata da: Aya Hisakawa (ed. giapponese)
Una ladra che si finge un detective, cerca senza sosta di far diventare Alice una ladra. Il suo Toy le permette di creare buchi neri ovunque tramite un GPS.
Temibile cacciatore blu (戦慄なる青き狩人?, Senritsunaru aoki kariudo)
È un ladro che si mostra al pubblico nelle vesti di critico. Il suo Toy gli permette di creare immagini olografiche di se stesso per confondere gli avversari.
Keiko Totsugawa (十津川 警子?, Totsugawa Keiko) / Bella tragedia rosa (麗しき破滅の桃?, Uruwashiki hametsu no momo)
La partner di Kokoro, in realtà è il vero capo di Color the Phantom. Il suo Toy le permette di cancellare la memoria.

### Genius 4
Kokoro Akechi (明智 小衣?, Akechi Kokoro)
Doppiata da: Yoshino Nanjō (ed. giapponese)
La leader della Genius 4, un'unità della polizia investigativa, guarda dall'alto in basso le Milky Holmes e adora comandare. Il suo nome deriva dal detective Kogoro Akechi. Sherlock la chiama "Kokoro-chan".
Tsugiko Zenigata (銭形 次子?, Zenigata Tsugiko)
Doppiata da: Miyuki Sawashiro (ed. giapponese)
Una ragazza grintosa dai capelli verdi, il suo nome deriva da Heiji Zenigata.
Hirano Hasegawa (長谷川 平乃?, Hasegawa Hirano)
Doppiata da: Ryōko Shintani (ed. giapponese)
Una ragazza gentile che riesce a indurre il sonno con un colpo di karate, il suo nome deriva da Heizō Hasegawa.
Saku Toyama (遠山 咲?, Tōyama Saku)
Doppiata da: Yukari Tamura (ed. giapponese)
Una ragazza che indossa le cuffie e adora le cose vecchie, il suo nome deriva da Kagemoto Tōyama.
Rei Kamitsu (神津 玲?, Kamitsu Rei)
Doppiato da: Susumu Chiba (ed. giapponese)
Il capo della G4, il suo nome deriva da Kyōsuke Kamitsu.

### Altri personaggi
Mori Arty (森・アーティ?, Mori Āti)
Doppiato da: Motoki Takagi (ed. giapponese)
Un nuovo studente dall'aspetto femminile, il suo nome deriva dal professor Moriarty.
Irene Doala (アイリーン・ドアラー?, Airīn Doarā)
Doppiata da: Sayuri Yahagi (ed. giapponese)
Una ragazza giovane e maliziosa, le piace Kokoro e spesso la rapisce per soddisfare i propri desideri. Il suo nome deriva da Irene Adler.
Buta (ブー太?, Būta)
Doppiato da: Shintaro Ōhata e Rikiya Koyama (ed. giapponese)
Un ragazzo grassoccio che assomiglia a un maiale, ama il lardo e, quando ottiene un Toy, ruba tutto quello che riesce a trovare in città e si trasforma in un ragazzo più affascinante.
Lily Adler (リリー・アドラー?, Rirī Adorā)
Doppiata da: Kana Asumi (ed. giapponese)
Una ragazza che compare negli episodi speciali della seconda stagione, il suo Toy le permette di manipolare il ghiaccio. Il suo nome deriva da Irene Adler.
Visconte (ビスコンテ?, Bisukonte)
Doppiato da: Hiroki Tōchi (ed. giapponese)
Il padre di Alice, segretamente è un ladro leggendario che è tornato in azione dopo dieci anni.
Madame Visconte (マダム・ビスコンテ?, Madamu Bisukonte)
Doppiata da: Sayaka Ōhara (ed. giapponese)
La padre di Alice, è la compagna di Visconte.

## Media

### Anime
Un adattamento animato di Tantei Opera Milky Holmes realizzato da J.C.Staff è stato trasmesso in Giappone fra il 7 ottobre e il 3 dicembre 2010, e poi in streaming da Crunchyroll. La sigla iniziale è Seikai wa hitotsu! Janai!! (正解はひとつ！じゃない！！? lett. "La risposta corretta è una sola! No!!") cantata da Suzuko Mimori, Sora Tokui, Mikoi Sasaki e Izumi Kitta, mentre la sigla finale è Honnō no DOUBT (本能のDOUBT? lett. "Dubbio dell'istinto") cantata da Faylan. Un episodio speciale è stato trasmesso ad agosto 2011: la sua sigla finale è Party Party! (パーティーパーティー!?, Pātī Pātī!) cantata da Mimori, Tokui, Sasaki e Kitta.
Una seconda stagione dell'anime, coprodotta dallo studio Artland e intitolata Tantei Opera Milky Holmes: Atto 2 (探偵オペラ ミルキィホームズ 第2幕?, Tantei Opera Miruki Hōmuzu Dai-ni Maku), è stata trasmessa in Giappone dal 5 gennaio al 3 marzo 2012, e poi in streaming Nico Nico. La sigla iniziale è Nazo! Nazo? Happiness!! (ナゾ！ナゾ？Happiness！！? lett. "Mistero! Mistero? Felicità!!") cantata da Mimori, Tokui, Sasaki e Kitta, mentre la sigla finale è Lovely Girls Anthem cantata da Natsuko Aso. Della seconda stagione sono stati prodotti due episodi speciali: il primo, intitolato Tantei Opera Milky Holmes: Alternative One - Kobayashi Opera to 5-mai no kaiga (探偵オペラ ミルキィホームズ Alternative ONE ~小林オペラと5枚の絵画~?, Tantei Opera Mirukyi Hōmuzu Alternative ONE ~ Kobayashi Opera to 5-mai no kaiga ~, lett. "Tantei Opera Milky Rose: Alternativo Uno - Kobayashi Opera e i cinque dipinti"), è stato trasmesso il 19 agosto 2012, mentre il secondo, Tantei Opera Milky Holmes: Alternative Two - Kobayashi Opera to kokū no ōgarasu (探偵オペラ ミルキィホームズ Alternative TWO ～小林オペラと虚空の大鴉～?, Tantei Opera Miruki Hōmuzu Alternative TWO ~ Kobayashi Opera to kokū no ōgarasu ~, lett. "Tantei Opera Milky Rose: Alternativo Due - Kobayashi Opera e il corvo del cielo vuoto"), è andato in onda il 9 gennaio 2013.
Una terza stagione, coprodotta dallo studio Nomad e intitolata Futari wa Milky Holmes (ふたりはミルキィホームズ?, Futari wa Mirukyi Hōmuzu), è stata annunciata a gennaio 2013 ed è cominciata il 13 luglio. La sigla d'apertura è Glory Glowing☆Days (ぐろーりーぐろーいん☆DAYS?, Gurōri Gurōin Deizu) cantata dalle Milky Holmes, mentre la sigla di chiusura è Seishun Beginner! (セイシュンビギナー!?, Seishun Biginā!) cantata dalle Milky Holmes Feathers.

#### Episodi
Gli episodi prendono il nome da alcuni famosi libri gialli.
| Nº                                                 | Giapponese 「Kanji」 - Rōmaji - Traduzione letterale | In onda           | In onda |
| Nº                                                 | Giapponese 「Kanji」 - Rōmaji - Traduzione letterale | Giapponese        |         |
| Tantei Opera Milky Holmes (12 + 1 episodi)         | |                   |         |
| 1                                                  | 「屋根裏の入居者」 - Yaneura no nyuukyosha – "Trasferimento nell'attico" | 7 ottobre 2010    |         |
| 2                                                  | 「ポケットにパンを」 - Poketto ni pan o – "Una tasca piena di pane" | 14 ottobre 2010   |         |
| 3                                                  | 「棺桶の恐怖」 - Kanoke no kyoufu – "Terrore nella bara" | 21 ottobre 2010   |         |
| 4                                                  | 「バリツの秘密」 - Baritsu no himitsu – "Il segreto di Baritsu" | 28 ottobre 2010   |         |
| 5                                                  | 「かまぼこ失踪事件」 - Kamaboko shissou jiken – "Il caso di Kamaboko smarrito" | 5 novembre 2010   |         |
| 6                                                  | 「王女の身代わり」 - Oujo no migawari – "La sostituta della principessa" | 12 novembre 2010  |         |
| 7                                                  | 「太陽のたわわむれ」 - Taiyou no tawawamure – "Il gioco del sole" | 19 novembre 2010  |         |
| 8                                                  | 「ボヨヨンの女」 - Boyoyon no onna – "La ragazza che rimbalza" | 26 novembre 2010  |         |
| 9                                                  | 「ＭＨの悲劇」 - MH no higeki – "La tragedia di MH" | 3 dicembre 2010   |         |
| 10                                                 | 「ミルキィホームズには向かない職業」 - Mirukii Hōmuzu ni wa mukanai shokugyō – "Un lavoro scomodo per le Milky Holmes" | 10 dicembre 2010  |         |
| 11                                                 | 「恐怖のグランドヨコハマ峡谷」 - Kyōfu no gurando Yokohama kyōkoku – "La valle della paura di Yokohama" | 17 dicembre 2010  |         |
| 12                                                 | 「ミルキィホームズの帰還」 - Mirukii Hōmuzu no kikan – "Il ritorno delle Milky Holmes" | 24 dicembre 2010  |         |
| Special                                            | 「さようなら、小衣ちゃん。ロング・グッドバイ・フォーエバーよ永遠に…」 - Sayonara, Kokoro-chan. Rongu gudobai fōebā yo eien ni... – "Addio, Kokoro-chan. Il lungo addio per sempre e per sempre..."                                                       | 26 agosto 2011    |         |
| Tantei Opera Milky Holmes: Atto 2 (12 + 2 episodi) | |                   |         |
| 1                                                  | 「野菜の果て」 - Yasai no hate – "La fine degli ortaggi" | 5 gennaio 2012    |         |
| 2                                                  | 「ナイスなすし」 - Naisu na sushi – "Bel sushi" | 12 gennaio 2012   |         |
| 3                                                  | 「ハッケイ島綺譚」 - Hakkei-jima kidan – "Le strane storie dell'isola Hakkei" | 19 gennaio 2012   |         |
| 4                                                  | 「ミルキィホームズの寝相」 - Mirukyi Hōmuzu no nezō – "Il pernottamento delle Milky Holmes" | 26 gennaio 2012   |         |
| 5                                                  | 「コソコソと支度」 - Kosokoso to shitaku – "Preparativi furtivi" | 2 febbraio 2012   |         |
| 6                                                  | 「エノ電急行変人事件」 - Enoden kyūkō henjin jiken – "Stranezze sull'Enoden Express" | 9 febbraio 2012   |         |
| 7                                                  | 「そして希望なくなった」 - Soshite kibō nakunatta – "E poi non rimase speranza" | 16 febbraio 2012  |         |
| 8                                                  | 「愛おしいよね」 - Itooshī yone – "Non è adorabile?" | 23 febbraio 2012  |         |
| 9                                                  | 「有給ある? さぁ取得すべく2」 - Yūkyū aru? Saa shutoku subeku 2 – "Hai avuto le vacanze? Allora approfittiamone 2" | 1º marzo 2012     |         |
| 10                                                 | 「Y.H.混乱してらっしゃる?」 - Y.H. konran shite rassharu? – "Y.H. confuso?" | 8 marzo 2012      |         |
| 11                                                 | 「ラードの神」 - Rādo no kami – "Il dio del lardo" | 15 marzo 2012     |         |
| 12                                                 | 「アンリエットの帰還」 - Anrietto no kikan – "Il ritorno di Henriette" | 22 marzo 2012     |         |
| Special                                            | 「探偵オペラ ミルキィホームズ Alternative ONE ~小林オペラと5枚の絵画~」 - Tantei Opera Mirukyi Hōmuzu Alternative ONE ~ Kobayashi opera to 5-mai no kaiga ~ – "Tantei Opera Milky Rose: Alternativo - Kobayashi Opera e i cinque dipinti"                | 19 agosto 2012    |         |
| Special                                            | 「探偵オペラ ミルキィホームズ Alternative TWO ～小林オペラと虚空の大鴉～」 - Tantei Opera Miruki Hōmuzu Alternative TWO ~ Kobayashi Opera to kokū no ōgarasu ~ – "Tantei Opera Milky Rose: Alternativo Due - Kobayashi Opera e il corvo del cielo vuoto" | 9 gennaio 2013    |         |
| Futari wa Milky Holmes (12 episodi)                | |                   |         |
| 1                                                  | 「いつものふたり」 - Itsumo no futari – "Sempre noi due" | 13 luglio 2013    |         |
| 2                                                  | 「「なる」ということ」 - 'Naru' to iu koto – "Cosa vuol dire "diventare"" | 20 luglio 2013    |         |
| 3                                                  | 「わたしのトイズ」 - Watashi no toizu – "Il mio Toys" | 27 luglio 2013    |         |
| 4                                                  | 「まけないきもち」 - Makenai kimochi – "Sentimenti che non perderanno" | 3 agosto 2013     |         |
| 5                                                  | 「謎のおばあさん」 - Nazo no obāsan – "La nonna misteriosa" | 10 agosto 2013    |         |
| 6                                                  | 「おうちに帰ろう」 - Ouchi ni kaerou – "Ritorno a casa" | 17 agosto 2013    |         |
| 7                                                  | 「終わりのはじまり」 - Owari no hajimari – "L'inizio della fine" | 24 agosto 2013    |         |
| 8                                                  | 「姫百合せんぱい」 - Himeyuri senpai – "Himeyuri senpai" | 31 agosto 2013    |         |
| 9                                                  | 「じぶんのちから」 - Jibun no chikara – "Il proprio potere" | 7 settembre 2013  |         |
| 10                                                 | 「いつでもいっしょ」 - Itsudemo issho – "Per sempre insieme" | 14 settembre 2013 |         |
| 11                                                 | 「みんなとふたり」 - Minna to futari – "Tutti più due" | 21 settembre 2013 |         |
| 12                                                 | 「あたらしいふたり」 - Atarashii futari – "Un nuovo duo" | 28 settembre 2013 |         |

### Visual novel
Una visual novel sviluppata dalla Bushiroad è stata pubblicata per PlayStation Portable il 16 dicembre 2010. Il giocatore controlla il personaggio di Opera Kobayashi, che deve insegnare a Milky Holmes ad essere una grande detective ed utilizzare le proprie abilità per fermare i criminali. Il secondo capitolo del videogioco, Tantei Opera Milky Holmes 1.5, è stato pubblicato il 29 settembre 2011 sul PlayStation Store. Il sequel Tantei Opera Milky Holmes 2 è stato pubblicato il 23 agosto 2012 con un nuovo personaggio, Ellery Himeyuri.

### Altre apparizioni
I quattro personaggi principali di Milky Holmes fanno alcune brevi apparizioni cameo in alcuni episodi di Cardfight!! Vanguard.